# فندوق صابونی هاوایی
فندوق صابونی هاوایی (نام علمی: Sapindus oahuensis) نام یک گونه از سرده فندوق صابونی است.